# Шамбри (Сена и Марна)
Шамбри (фр. Chambry) је насељено место у Француској у региону Париски регион, у департману Сена и Марна.
По подацима из 2011. године у општини је живело 920 становника, а густина насељености је износила 94,36 становника/km².

## Демографија
| 1962. | 1968. | 1975. | 1982. | 1990. | 2011. |
| ----- | ----- | ----- | ----- | ----- | ----- |
| 552   | 625   | 673   | 691   | 738   | 920   |